# La liceale al mare con l'amica di papà
La liceale al mare con l'amica di papà è un film italiano del 1980 diretto da Marino Girolami.

## Trama
Massimo Castaldi, uomo sui cinquant'anni, è mantenuto e tiranneggiato dalla ricca moglie Violante, dalla quale dopo vent'anni di matrimonio non vuol divorziare, seppur esausto, per non perdere i soldi della moglie. La moglie, sprezzante e autoritaria verso di lui, lo mantiene solo perché lui soddisfi i suoi "vizietti" segreti. L'uomo ha una giovane amante, Laura, alla quale si presenta l'occasione di passare le vacanze al mare con lui. Infatti, Sonia, la figlia di Massimo, è stata rimandata in italiano e ha bisogno di ripetizioni estive.
Laura si presenta così alla casa al mare travestita da suora per dare le lezioni a Sonia. Tuttavia, i piani di Massimo per "quagliare" con l'amante vanno tutti in fumo; la famiglia è stata seguita al mare da una coppia di maldestri sequestratori, Fulgenzio e Terenzio, che, dopo un'assurda baruffa tra tutti i personaggi, riescono a rapire Sonia proprio la notte in cui Massimo si sta recando da Laura. Sonia viene fortunosamente liberata da un gruppo di soldati di leva, ma i due rapitori ci riprovano, e stavolta sequestrano lo stesso Massimo, ancora nel momento in cui il pover'uomo si stava recando dall'amante. Alla richiesta di riscatto, però, i due malviventi hanno una brutta sorpresa; Violante accoglie la richiesta con sonore risate, affermando che per la liberazione del marito non caccerà nemmeno una lira.
I rapitori, scoraggiati, non sanno più che fare con lo scomodo ostaggio, e ne facilitano la fuga, salvo poi scoprire che Massimo è già fuggito per conto suo. Massimo ritorna a casa e tutto sembra volgere al meglio. Ma all'improvviso si presenta la vera suora che deve dare le lezioni a Sonia. Tutti quanti, Sonia compresa, si danno da fare per nascondere la verità a Violante. Risolutori saranno, per una volta, i due rapitori, che infilatisi in casa per la terza volta rapiscono proprio Violante. Massimo è contentissimo di essersi liberato della moglie, la quale a sua volta inizia a mantenere i due rapitori perché soddisfino i suoi "vizietti". Massimo può finalmente festeggiare con Laura, libero dalla moglie, e accoglie in famiglia anche il nuovo fidanzato di Sonia.

## Produzione
Il film è stato girato nell'estate 1980 in Puglia tra Martina Franca (di cui si riconoscono l'arco Santo Stefano, piazza Roma, piazza Plebiscito e la chiesa di San Martino), Monopoli, Fasano e Savelletri.
Nel film recita Zuzzurro (Andrea Brambilla) al suo debutto nel cinema e anche Lucio Montanaro, quest'ultimo originario del paese in cui si gira il maggior numero di scene (Martina Franca).
Completano il cast due attori di Bari: Gianni Ciardo e Dino Cassio.